# Fernanda Colombo
Pour les articles homonymes, voir Colombo (homonymie).
 (mai 2022).
La mise en forme du texte ne suit pas les recommandations de Wikipédia : il faut le « wikifier ».
Les points d'amélioration suivants sont les cas les plus fréquents. Le détail des points à revoir est peut-être précisé sur la page de discussion.
- Les titres sont pré-formatés par le logiciel. Ils ne sont ni en capitales, ni en gras.
- Le texte ne doit pas être écrit en capitales (les noms de famille non plus), ni en gras, ni en italique, ni en « petit »…
- Le gras n'est utilisé que pour surligner le titre de l'article dans l'introduction, une seule fois.
- L'italique est rarement utilisé : mots en langue étrangère, titres d'œuvres, noms de bateaux, etc.
- Les citations ne sont pas en italique mais en corps de texte normal. Elles sont entourées par des guillemets français : « et ».
- Les listes à puces sont à éviter, des paragraphes rédigés étant largement préférés. Les tableaux sont à réserver à la présentation de données structurées (résultats, etc.).
- Les appels de note de bas de page (petits chiffres en exposant, introduits par l'outil «  Source ») sont à placer entre la fin de phrase et le point final[comme ça].
- Les liens internes (vers d'autres articles de Wikipédia) sont à choisir avec parcimonie. Créez des liens vers des articles approfondissant le sujet. Les termes génériques sans rapport avec le sujet sont à éviter, ainsi que les répétitions de liens vers un même terme.
- Les liens externes sont à placer uniquement dans une section « Liens externes », à la fin de l'article. Ces liens sont à choisir avec parcimonie suivant les règles définies. Si un lien sert de source à l'article, son insertion dans le texte est à faire par les notes de bas de page.
- La présentation des références doit suivre les conventions bibliographiques. Il est recommandé d'utiliser les modèles {{Ouvrage}}, {{Chapitre}}, {{Article}}, {{Lien web}} et/ou {{Bibliographie}}. Le mode d'édition visuel peut mettre en forme automatiquement les références.
- Insérer une infobox (cadre d'informations à droite) n'est pas obligatoire pour parachever la mise en page.

Pour une aide détaillée, merci de consulter Aide:Wikification.
Si vous pensez que ces points ont été résolus, vous pouvez retirer ce bandeau et améliorer la mise en forme d'un autre article.
Fernanda Colombo Uliana (née le 24 avril 1991 à Criciúma) est une ancienne mannequin brésilienne et une ancienne arbitre de football reconvertie dans le journalisme sportif. Elle est considérée comme la meilleure arbitre féminine du Brésil et est l'une des plus titrées.

## Formation
Fernanda Colombo Uliana est née le 24 avril 1991 à Criciúma (Brésil). Sa mère est Vera Colombo.
Après un baccalauréat à Brasilia, elle suit un Bachelor en éducation physique.

## Carrière

### Arbitre
Fernanda Colombo a commencé à faire du mannequinat dès l'adolescence, puis s'est tournée vers le football, où elle a suivi une formation d'arbitre.
À partir de 2010, elle a été arbitre assistante en série C, avant de progresser par la suite jusqu'en première division brésilienne et de la Copa do Brasil. Plus tard dans sa carrière, elle a dirigé des matchs de la première division équatorienne. 
Elle a attiré l'attention des médias lorsque, lors d'un match du Barcelona Sporting Club, elle a mis la main à la poche après une faute de Kitu Díaz, mais au lieu d'un carton rouge, elle n'a sorti qu'un chiffon et a essuyé la sueur de son visage en souriant. À la suite de ce match, la vidéo du mouchoir est devenue virale et elle a été la cible d'une importante vague de harcèlement sexuel sur les réseaux sociaux et par courrier électronique qu'elle a signalé.
Elle joue également en tant que joueuse de 2014 à 2017, puis arrête pour se consacrer à l'arbitrage.
Elle travaille alors comme entraîneur personnel en salle de sport, spécialité hydro-fitness, en parallèle de son activité d'arbitre.
Pour la Coupe du monde de football 2014 dans son pays d'origine, elle a été désignée par la fédération comme arbitre remplaçante, mais elle n'a toutefois pas été sélectionnée. Elle a ensuite été juge officielle de la FIFA lors de la Coupe du monde 2018 en Russie.

### Journaliste et autrice
En 2017, Fernanda Colombo a démissionné de son poste d'arbitre et a commencé à écrire sur le football pour le site Métropoles. Elle a ainsi couvert la Coupe du monde de football féminin 2019 en tant que chroniqueuse et commentatrice sportive.
Elle a également écrit un livre intitulé Vamos Jogar Futebol (en français Jouons au football), dans lequel elle explique les règles du football.

## Vie privée
Fernanda Colombo est mariée à l'ancien arbitre de la FIFA Sandro Meira Ricci de 17 ans son aîné. Ils ont annoncé leurs fiançailles lors d'une émission de télévision en 2018.
Elle est aussi influenceuse sur Instagram où elle est suivie par plus de 700 000 personnes pour ses vidéos audacieuses et amusantes.